# Johannes Ziegler

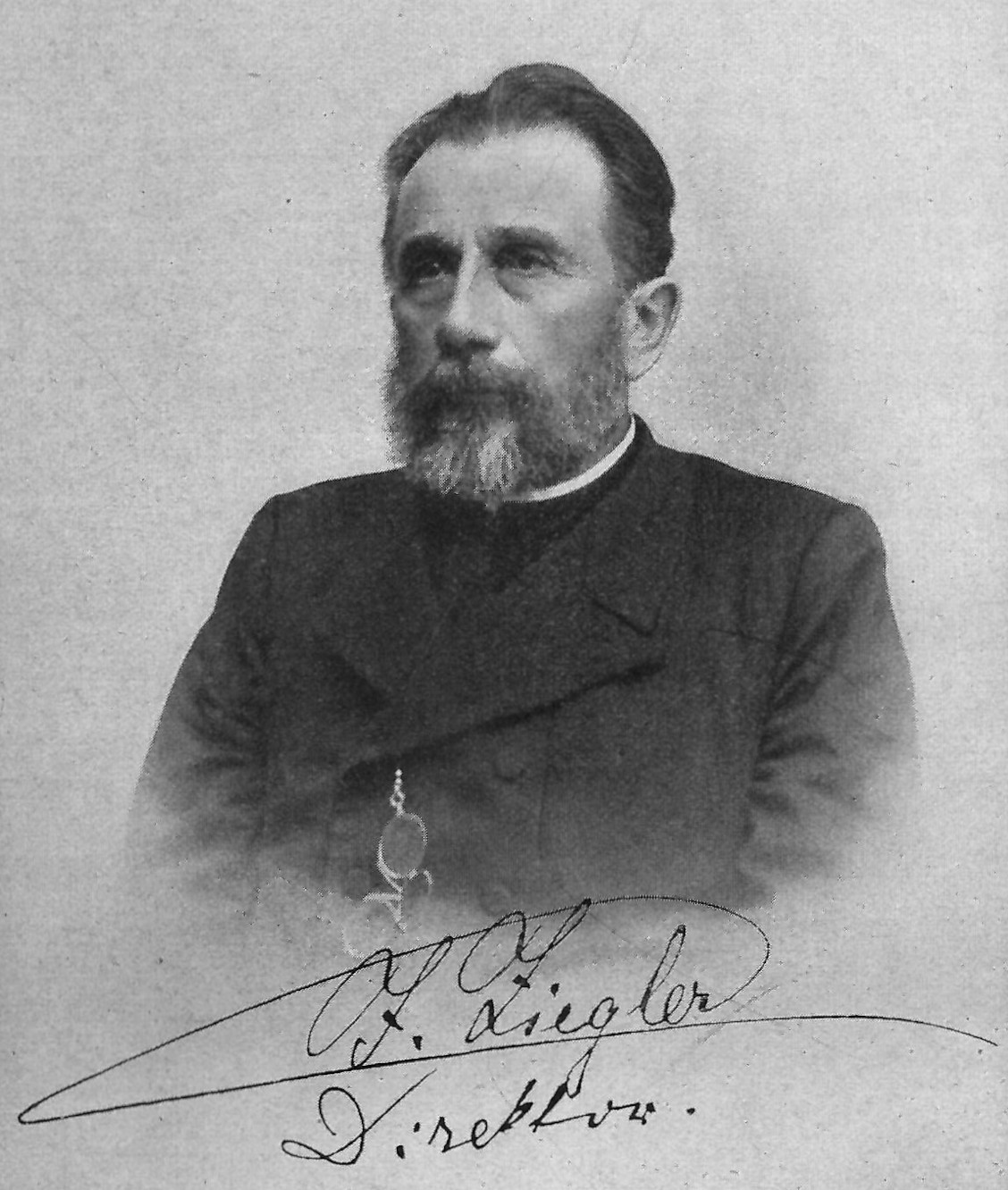
Johannes Ziegler

Johannes Ziegler (* 25. März 1842 in Heubach; † 7. September 1907 in Wilhelmsdorf) war ein deutscher Lehrer, Schriftsteller, Ortsvorsteher, Gründer und Unternehmer sozialer Einrichtungen. 

## Leben und Wirken

### Kindheit
Johannes Ziegler wurde am 25. März 1842 geboren und war das erste überlebende Kind von Caspar und Caroline Ziegler. Von den sieben Kindern des Ehepaars Ziegler überlebten nur Johannes und seine beiden Brüder Johann Peter (* 1848) und Johann Matthäus (* 1850). Ziegler war 13 Jahre alt, als seine Mutter und sein Vater starben. Sie ließen die drei Brüder als Waisen zurück. Johannes wurde von der Schwester des Vaters aufgenommen. Die beiden anderen Brüder kamen zum Bruder des Vaters, der auch die Vormundschaft für alle drei Buben übernahm.

### Schule und Ausbildung
Johannes Ziegler war sehr wissbegierig und drängte darauf, vorzeitig in die Schule in Heubach aufgenommen zu werden, was ihm auch gelang. Er war ein sehr fleißiger Schüler. Der Schulmeister Johann Georg Luz von Heubach erkannte die Talente Zieglers und förderte ihn. Ziegler war sprachlich und musikalisch sehr begabt. Seine schulischen Leistungen waren sehr gut, sodass er, seinem Wunsche entsprechend, die Ausbildung zum Volksschullehrer machen konnte. Er studierte ab 1859 am Lehrerseminar in Nürtingen. Am 4. Mai 1861 legte Ziegler die erste Dienstprüfung als Lehrgehilfe bzw. Unterlehrer ab.  

### Ziegler als Lehrer
1862 wurde er zum Unterlehrer in Vorbachzimmern bei Weikersheim ernannt. Ziegler war sehr umtriebig. In Vorbachzimmern gründete er einen Turn- und Gesangsverein. Sein Studienkollege Unsöld, der in der Zwischenzeit Lehrer in Wilhelmsdorf geworden war, berichtete Ziegler immer wieder von dort. Ziegler bewarb sich um eine Lehrerstelle in Wilhelmsdorf beim Leiter der Taubstummenanstalt August Friedrich Oßwald. Oßwald hatte 1838 die Taubstummenanstalt als sein Privatunternehmen gegründet. 1857 nahm Oßwald zwei Schüler aus der französischen Schweiz auf. Damit wurde das Wilhelmsdorfer Knabeninstitut gegründet und Oßwald hatte eine zweigeteilte Anstalt in einem Gebäude.
Am 5. August 1864 wechselte Ziegler nach Wilhelmsdorf. Hier lernte er die schulische Bildung von Taubstummen kennen, eine Aufgabe, die ihm zur Herzenssache und Lebensaufgabe wurde. 1867 legte Ziegler die zweite Dienstprüfung ab. In seiner Examensarbeit schreibt er über die körperliche Bewegung der Schüler bei Spiel und Turnen. Das waren einige der Grundsätze, die Ziegler in seiner pädagogischen Arbeit weiter verfolgte. Es waren auch schon die Ansätze für die heute bekannte erlebnispädagogische Arbeit zu erkennen. Für Ziegler gehörte das Feiern der Feste im Jahreslauf dazu, besonders wichtig war ihm eine christliche Erziehung.  
Johannes Ziegler verlobte sich am  22. August 1866 mit Mathilde, der Tochter von Oßwald. Am 11. Februar 1868 heirateten sie, das Ehepaar blieb kinderlos. 1871 stand das Kaufhaus in Wilhelmsdorf zum Verkauf an. Ziegler erwarb das Kaufhaus für seinen Bruder Peter, der noch im Krieg war. Ziegler holte als Hilfe seinen Bruder Matthäus nach Wilhelmsdorf. Im Oktober 1872 kam Peter aus dem Wehrdienst zurück nach Wilhelmsdorf und übernahm das Kaufhaus am Saalplatz.

### Ziegler als sozialer Unternehmer
Am 1. Mai 1873 übernahm Johannes Ziegler die Leitung der Taubstummenanstalt und des Knabeninstituts von seinem Schwiegervater Oßwald, der aus gesundheitlichen Gründen in den Ruhestand trat. Ziegler trug nun für zwei Einrichtungen die Verantwortung, das heißt er war Privatunternehmer mit voller Haftung. 1874 holte Ziegler seinen Bruder Matthäus in die Leitung der Taubstummenanstalt. 1878 wurden die beiden Einrichtungen, Knabeninstitut und Taubstummenanstalt, räumlich getrennt. Die Taubstummen zogen in die gekauften Häuser Schirm und Schatten in der Zußdorfer Straße um. Die Einrichtungen Zieglers waren nie mit einem Zaun umgeben. Es war sein Ziel, dass sich Bürger der Gemeinde und Bewohner der Einrichtungen begegneten, ein erster Ansatz vom heutigen Begriff Inklusion.
1882 erfuhr die Taubstummenarbeit eine Differenzierung. Es wurde nach Normalbegabte und Schwachsinnige getrennt. Diese Überlegung nahm Ziegler von einer Tagung in Stuttgart mit. Gerade die schwachsinnigen Taubstummen lagen Ziegler besonders am Herzen. Die Nachfrage nach Plätzen stieg rasch an. Die Bildung von Taubstummen machte Ziegler zu einem Pionier in Deutschland.
Ziegler hatte schriftstellerisches Talent, dies nutzte er für die Öffentlichkeitsarbeit. Er brachte von seinen Einrichtungen schon in den 1880er Jahren einen jährlichen Jahresbericht heraus, in denen er die Zahlen seiner privaten Einrichtungen offenlegte. Auch die Werbung um Spenden machte er sehr erfolgreich.
1884 wurde erstmals von Johannes Ziegler eine Taubstummenlehrer-Konferenz in Wilhelmsdorf initiiert, Vorträge über pädagogische Themen wurden gehalten und diskutiert. Ab 1905 wurde eine Monatschronik aus dem Knabeninstitut als Korrespondenzblatt für die ehemalige „Zöglinge“ herausgegeben.
1905 kaufte Ziegler die Haslachmühle bei Hasenweiler. Ziegler baute das Anwesen in Abstimmung mit der Zentralleitung des Wohltätigkeitsvereins im Königreich Württemberg zu einer Heilstätte für Trinker und andere Abhängige um. Am 1. Juli 1906 wurde die Württembergische Heilstätte Zieglerstift eingeweiht. Damit hatte Ziegler einen weiteren diakonischen Auftrag als eigenständigen Rechtsträger gegründet.
Am 4. September 1907 starb Johannes Ziegler. Bei einem Unfall 1902 hatte er sich am Brustkorb verletzt. Daraus folgend litt er an Atemnot und Herzbeschwerden, von denen er sich, trotz Kuren und Heilbehandlung nicht mehr vollständig erholte.
Seine Frau Mathilde und die Brüder Zieglers, Matthäus und Peter, führten die privaten Einrichtungen, Knabeninstitut, Taubstummenanstalt und Heilstätte Zieglerstift weiter. Im Jahr 1916 gründeten sie den eingetragenen Verein Zieglersche Anstalten, in den das Vermögen des Knabeninstituts und der Taubstummenanstalt eingebracht wurden. Der Zieglerstift war als Stiftung schon ein Rechtsträger. Bedingt durch wirtschaftliche Schwierigkeiten der Heilstätte Zieglerstift kam es 1964 zu einer Unternehmensverschmelzung mit dem Zieglersche Anstalten e.V.  

### Ziegler als Kommunalpolitiker
Am 13. September 1878 wurde Ziegler zum Ortsvorsteher (Schultheiß) von Wilhelmsdorf gewählt. Dieses Amt hatte er bis zu seinem Sterbejahr inne. Ziegler konnte auch in dieser Funktion seine Fähigkeiten einbringen. Er verstand es, Wilhelmsdorf weiterzuentwickeln. Besondere Projekte in seiner Amtszeit waren der Ausbau der Post- und Straßenverkehrsverbindungen, sowie der Bau der ersten Wasserversorgung (1891).
1901 versuchten Ziegler und weitere Bürgermeister aus den Orten im Rotachtal, eine Eisenbahnverbindung von Mengen über Ostrach, Wilhelmsdorf bis nach Friedrichshafen mit zu initiieren. Dem Eisenbahnprojekt wurde von staatlicher Seite nicht entsprochen.

### Ziegler als Christ
Ziegler war ein tiefgläubiger evangelischer Christ. Schon in seiner Kindheit besuchte er den sonntäglichen Gottesdienst, was für ihn viel Bedeutete. Auf seinem weiteren Lebensweg schöpfte er Sinn und Kraft aus dem Wort Gottes. Besonders in schwierigen Lebenslagen war ihm sein Glaube eine Stütze. Gerade in seiner Arbeit als diakonischer Unternehmer waren sein Glaube wie Leitplanken, um Ziele zu verfolgen.
Mit seiner christlichen Überzeugung begegnete er den Menschen, besonders den Bedürftigen, wie den Taubstummen oder den Süchtigen. Es war für ihn Antrieb, Hilfe für diese Personengruppen zu organisieren und jedem der Bedürftigen Teilhabe zu bieten. Auf Titel, er wurde als Direktor der Schulen tituliert, legte er keinen großen Wert. Seine Zöglinge nannten ihn Papa Ziegler, das für ihn die größte Anerkennung war. Daraus entwickelte sich die Beziehung zu seinen Söhnen, wie Ziegler es an verschiedenen Stellen schrieb.
Auf dieser Glaubensbasis hielt er Vorträge in Kirchengemeinden, kirchlichen Gemeinschaften, Weißem Kreuz, Blauem Kreuz u. v. a. Er publizierte viele Beiträge in Schriften, Heften und Büchern über christliche und pädagogischen Themen, die in seiner Zeit sehr relevant waren.
Er war sehr populär und das weit über die Grenzen von Wilhelmsdorf hinaus, in Deutschland, der Schweiz, Österreich und Frankreich. Das zeigt die Korrespondenz mit seinen Zöglingen, den Internatsschülern des Knabeninstituts, zum Beispiel wurden deren Briefe in der Rubrik „Briefkasten“ in den Monatschroniken und anderen Blättern publiziert.
Ihm zu Ehren wurde am 17. März 2023 in seinem Geburtsort Heubach an der Wand seines Elternhauses eine Ehrentafel enthüllt.

## Veröffentlichungen
- Grüne Blätter für meine Söhne, Drei Bände (1891, 1894 und 1897).
- Wilhelmsdorf ein Königskind – Geschichte von Wilhelmsdorf, 1. Aufl. 1905, 2. Aufl. 1907, 3. Aufl. 1924 und 4. Auflage 1929, Verlag der Zieglersche Anstalten, Mitverlag des Quell-Verlages in Stuttgart und der evangelischen Gesellschaft für Deutschland in Elberfeld.
- Meines Sohnes Ja – Aber, beantwortet für meine Söhne, 1. Aufl. 1894 bis 10. Aufl. 1910; auch in  einer französischen und norwegischen Ausgabe erschienen.
- Monatschroniken aus dem Knabeninstitut, Korrespondenz-Blatt ehemaliger Zöglinge, (ab 1905), später in Monatsblätter bzw. Wilhelmsdorfer Blätter umbenannt, Herausgeber Knabeninstitut, Zieglersche Anstalten.